# ソムロームチュー
ソムロームチュー (クメール語: សម្លម្ជូរ, Samlar machu) はカンボジア料理の代表的なもので、酸味が特徴のスープである。クメール語でソムロー（សម្ល）はスープを意味し、ムチュー（ម្ជូរ）は酸味のある食材の総称である。
カンボジアには、様々な種類のソムロームチューがあり、使用するムチュー（ម្ជូរ）や具として入れる食材によって味は大きく変わる。おもな材料は、肉や魚介類のほか、野草を含むさまざまな野菜、酸味づけに用いるタマリンドなどのムチュー、レモングラス、ショウガ、ガランガル、ニンニクなどのハーブやスパイス、プラホックなどである。ソムロームチューユオン（ユオンはベトナムで多数派を占めるキン族のこと）はトマトやパイナップルをムチューとして使ったもので、ベトナム料理のカインチュアカーロック（Canh chua cá lóc, 酸っぱい雷魚のスープ、パイナップルと雷魚を煮込み、トマトやモヤシなどの野菜を入れて更に煮詰めた料理）が元になっているといわれる。